# Martina Santandrea
Martina Santandrea (Bentivoglio, 5 de setembro de 1999) é uma ginasta italiana, medalhista olímpica.

## Carreira
Santandrea conquistou a medalha de bronze nos Jogos Olímpicos de Verão de 2020 em Tóquio na prova feminina por equipes da ginástica rítmica, ao lado de Martina Centofanti, Agnese Duranti, Alessia Maurelli e Daniela Mogurean, com um total de 87.700 pontos na sua performance.